# Domèvre-sous-Montfort
Domèvre-sous-Montfort é uma comuna francesa na região administrativa do Grande Leste, no departamento de Vosges. Estende-se por uma área de 3.28 km². Em 2010 a comuna tinha 57 habitantes (densidade: 17,4 hab./km²).